# Carnicería Rivas, 22:15 horas
Carnicería Rivas, 22:15 horas es el título del séptimo episodio de la primera temporada de la serie española Cuenta atrás. Fue estrenado en la cadena  Cuatro el 10 de junio de 2007. El episodio registró una audiencia de 1.294.000 espectadores con un share del 8,0%.

## Sinopsis
Corso (Dani Martín) se dispone a detener a un hombre que está tirado en el suelo de una carnicería cuando otro le apunta con una pistola y le pide que le deje matar al primero.

### 43 horas antes
Manolo Fuentes, un conocido delincuente común es atropellado en el barrio de Las Rejas momentos después de ganar una fortuna en una timba de póker. En la investigación de la escena del crimen es interrogado Guti, compañero de andanzas del atropellado, quien dice no saber nada del tema. Gracias a la información aportada por un testigo presencial Mario (Álex González) y Leo (Bárbara Lennie) consiguen localizar el vehículo implicado e identificarlo como propiedad de Diego Rivas (Juanjo Cucalón), un carnicero con su local cercano al barrio.
Cuando Diego es interrogado su hijo adolescente Guillermo admite haber cogido el coche sin que se enterase su padre y haber atropellado a Manolo por accidente; sin embargo, en comisaría el carnicero carga con las culpas, alegando que convenció al chico para autoinculparse. En su declaración, Diego afirma que condujo bebido por Las Rejas pensando encararse con los asesinos de su esposa Amparo cuando se produjo el accidente y que no recuerda nada más. El equipo de Corso decide reabrir el caso del asesinato de Amparo causado a raíz de un atraco a la carnicería y éste visita a Diego, quien declara que los autores se llevaron entre otras cosas un camafeo perteneciente a la familia.
Mientras Corso y Mario interrogan al exagente que detuvo a los hermanos Ferreras, presuntos autores del atraco y del homicidio Rocío (Teresa Hurtado de Ory) y Molina (José Ángel Egido) se entrevistan con un perista del barrio que reconoce haber comprado el camafeo a uno de los hermanos. La reliquia es recuperada y Juanín Ferreras es detenido e interrogado, pero Requena (Mariano Llorente) ordena que lo suelten tras enterarse de que la Unidad 7 no está dando prioridad a un caso de robo de coches de alta gama tal como él ordenó.
Aconsejado por Vázquez (Manuel Tejada), Corso decide recurrir a su padre, Mateo (Ramón Barea), encerrado en la misma prisión que Ramón Ferreras; éste sin embargo se muestra reticente a ayudar a su hijo. Sin más hilos de los que tirar, el inspector no ve sentido a mantener abierto el caso, hasta que Juanín Ferreras aparece muerto con varias heridas de arma blanca. Las incisiones corresponden a un cuchillo de grandes dimensiones, lo que coloca a Diego como principal sospechoso. Las evasivas del carnicero acentúan las sospechas de la Policía.
En prisión, Mateo realiza un acercamiento a Ramón Ferreras, quien después de recibir la noticia del asesinato de su hermano llama por teléfono a Guti, culpándole de lo ocurrido. Cuando Corso se vuelve a ver con su padre, éste le confirma que fue Guti quien perpretó el atraco y mató a Amparo, vendiendo el botín a los hermanos esa misma noche. El inspector va posteriormente al hospital a ver a Manolo, quien ha salido del coma y quiere hablar con la Policía. Su declaración confirma que el atropello fue intencionado y que el autor confundió a Manolo con Juanín al verlo vestido con su abrigo, ganado en la timba.
El resto del equipo interroga a la novia de Guti, propietaria del bar donde éste organiza sus timbas y ella confiesa que su novio se alteró mucho al enterarse de la muerte de Juanín y que afirmó saber quién estaba detrás del acuchillamiento. Convencido de que Diego fue el autor de los dos crímenes y que Guti busca venganza, Corso se apresura para llegar a la carnicería, pero el delincuente llega antes y confiesa que fue él quien mató a Amparo, al resistirse ella a entregarle el camafeo. Corso llega pero Guti, utilizando a Diego de escudo humano le hace tirar la pistola. El policía aprovecha una distracción para reducirle, mientras Diego se hace con el arma de Corso y apunta al asesino de su mujer.

### Fin de la cuenta atrás
Corso convence a Diego de bajar el arma y éste dispara al techo antes de entregársela. Mientras Guti es custodiado, el inspector revela al carnicero sus sospechas de que fue su hijo, y no él quien atropelló a Manolo y mató a Juanín. A pesar de que éste lo niega, dichas sospechas se confirman cuando Guillermo aparece para asestarle a Guti una cuchillada fatal en el cuello, en venganza por el asesinato de su madre. Posteriormente, Corso vuelve a la cárcel para hablar con su padre, a quien han pegado una paliza por su soplo y se disculpa por involucrarle en el caso.